# Selenophanes cassiope
Espèce
Selenophanes cassiope est une espèce d'insectes lépidoptères de la famille des Nymphalidae et du genre Selenophanes.

## Dénomination
Selenophanes cassiope a été décrit par  Pieter Cramer en 1775 sous le nom initial de Papilio cassiope.

### Sous-espèces
- Opsiphanes cassiope cassiope ; présent au Surinam et en Guyane.
- Opsiphanes cassiope amplior Stichel, 1902 ; présent en Colombie
- Opsiphanes cassiope andromeda Stichel, 1901 ; présent en Bolivie
- Opsiphanes cassiope cassiopeia (Staudinger, [1886]) ; présent  au Pérou et au Brésil
- Opsiphanes cassiope guarany Casagrande, 1992 ; présent au Brésil
- Opsiphanes cassiope haraposa Bristow, 1982 ; présent au Brésil
- Opsiphanes cassiope mapiriensis Bristow, 1982 ; présent en Bolivie
- Opsiphanes cassiope perenensis Bristow, 1982 ; présent  au Pérou
- Opsiphanes cassiope placentia (Fruhstorfer, 1912) ; présent en Bolivie
- Opsiphanes cassiope theognis Fruhstorfer, 1910 ; présent au Brésil[1],[2].

### Noms vernaculaires
Selenophanes cassiope se nomme Cassiope Owlet en anglais.

## Description
Selenophanes cassiope est un papillon au bord externe des ailes festonné, et pour les ailes antérieures légèrement concave. Le dessus des ailes est de couleur marron avec aux ailes antérieures une large barre jaune aux bords irréguliers, de la moitié du bord costal à l'angle interne.
Le revers est beige nacré marbré avec des ocelles aux contours irréguliers, un noir à l'apex des ailes antérieures, deux beige aux ailes postérieures.

## Écologie et distribution
Selenophanes cassiope est présent en Colombie, en Bolivie, au Pérou, au Brésil, au Surinam, en Guyana et en Guyane.

### Protection
Pas de statut de protection particulier.

## Philatélie
Dans un bloc de seize timbres de Guyana figure Selenophanes cassiope.